# Mifflin (Ohio)
Mifflin – wieś w Stanach Zjednoczonych, w stanie Ohio, w hrabstwie Ashland.